# Demonax transilis
Demonax transilis là một loài bọ cánh cứng trong họ Cerambycidae.